# Kurmandschi in Armenien
Die kurdische Sprache Kurmandschi ist eine anerkannte Minderheitensprache in Armenien und dort durch die Europäische Charta der Regional- oder Minderheitensprachen des Europarates geschützt. Die Sprache wird von den Jesiden in Armenien und im Irak auch Jesidisch beziehungsweise Ezdiki oder Yezideren genannt.

## Geschichte
Am 25. Januar 2002 hat Armenien die Europäische Charta der Regional- oder Minderheitensprachen ratifiziert und Kurdisch unter staatlichen Schutz gestellt. Am 1. Mai 2002 trat das Gesetz in Kraft. Die Republik Armenien erklärte sich bereit, die Bestimmungen der Charta in den Bereichen Bildung, Justizbehörden, Verwaltungsbehörden und öffentliche Dienstleistungsbetriebe, Medien sowie kulturelle Tätigkeiten und Einrichtungen auf die kurdische Sprache anzuwenden.
Die Sprecher der Sprache Kurmandschi in Armenien einigen sich nicht auf eine gemeinsame Bezeichnung. Es wird entweder die Bezeichnung „Kurdisch“  in lateinischer Schrift verwendet oder die Bezeichnung „Jesidisch“ in kyrillischer Schrift.

## Bildung
Im Jahr 1990 erlaubte die armenische Regierung die Schaffung eines „jesidischen“ Alphabets auf Grundlage kyrillischer Buchstaben.
Im Jahr 2005 erschienen in Armenien die ersten Lehrbücher über die kurdische Sprache und Literatur. Im Jahr 2008 wurden für die vierte und fünfte Schulstufe kurdische Textbücher entwickelt und 2009 für die sechste und siebte Schulstufe.
Die Staatliche Universität Jerewan bietet Kurdischkurse an.